# Lars Forssman
Lars Arvid Forssman, född 11 april 1842 i Stigtomta församling, Södermanlands län, död 21 januari 1890 i Jakob och Johannes församling, Stockholm, var en svensk ämbetsman och riksdagsman.
Forssman var kansliråd och byråchef i Kontroll- och justeringsbyrån. Han var även politiker och ledamot av riksdagens första kammare från 3 mars 1886 till sin död 1890, invald i Stockholms stads valkrets.
Han var gift med Mathilda (Mally) Fredrika Lundström och far till göteborgsadvokaten Axel Forssman samt farfar till psykiatern Hans Forssman.